# Chery V5
Chery V5 — семиместный универсал, выпускавшийся под маркой Chery.

## Показ
Chery V5 впервые показали 2 июля 2006 года. У него был мотор объёмом 2,0 л. Автомобиль назывался Chery B14.

## Безопасность
Оборудован антиблокировочной системой тормозов АBS с электронной системой распределения тормозных усилий EBD. Комплектуется двумя фронтальными подушками безопасности и трехточечными ремнями безопасности с преднатяжителями для всех сидений.